# 20491 Ericstrege
A 20491 Ericstrege (ideiglenes jelöléssel 1999 OA5) a Naprendszer kisbolygóövében található aszteroida. A LINEAR projekt keretében fedezték fel 1999. július 16-án.